# Carlo Marochetti
Carlo Marochetti, parfois francisé en Charles Marochetti, né le 14 janvier 1805 à Turin, et mort le 29 décembre 1867 à Paris 16e, est un sculpteur français.

## Biographie
Fils de Vincenzo Marochetti, Carlo Marochetti nait à Turin, ville française du département français du Pô sous le Premier Empire, Marochetti est élevé au château de Vaux-sur-Seine et à Paris en tant que citoyen français. À l'École des beaux-arts, il a pour maîtres François Joseph Bosio et Antoine-Jean Gros.
Entre 1822 et 1830, il étudie principalement à Rome. De 1832 à 1848, il vit en France.
Il suit le roi Louis-Philippe durant son exil au Royaume-Uni après la chute de la Monarchie de Juillet en 1848.
Il est créé baron par le roi de Sardaigne Charles-Albert de Savoie et est nommé chevalier de la Légion d'honneur.
Il a un fils Maurizio Marochetti, sculpteur (1817-1916).
Il meurt le 29 décembre 1867 à Paris 16e, et il est enterré au cimetière de Vaux-sur-Seine (Yvelines).

## Œuvre
Sa statue Jeune Fille jouant avec un chien remporte une médaille au Salon de 1829, et son Fallen Angel est exposé au Salon de 1831.
À Paris, il réalise un bas-relief représentant la bataille de Jemappes pour les décorations de l'Arc de Triomphe. Il orne l'autel de l'église de la Madeleine et la tombe de Vincenzo Bellini au cimetière du Père-Lachaise à Paris.
Entre 1833 et 1838, toujours pendant sa période parisienne, il réalise également la statue équestre du Monument à Emmanuel Philibert, duc de Savoie, qui se trouve sur la Piazza San Carlo à Turin.
En 1844, il réalise le Monument à Claude-Louis Berthollet pour la ville d'Annecy, en hommage à ce chimiste originaire du duché de Savoie. La même année, il érige le Monument au duc d'Orléans à Alger, place du gouvernement.
Durant son exil en Angleterre, il sculpte sa célèbre statue équestre du roi d'Angleterre Richard « Cœur de Lion » brandissant son épée, érigée en 1860 devant le Palais de Westminster à Londres.
En 1867 il contribua à la réalisation des Lions en bronze de Trafalgar Square à Londres avec Edwin Landseer également peintre animalier.

Œuvres de Carlo Marochetti
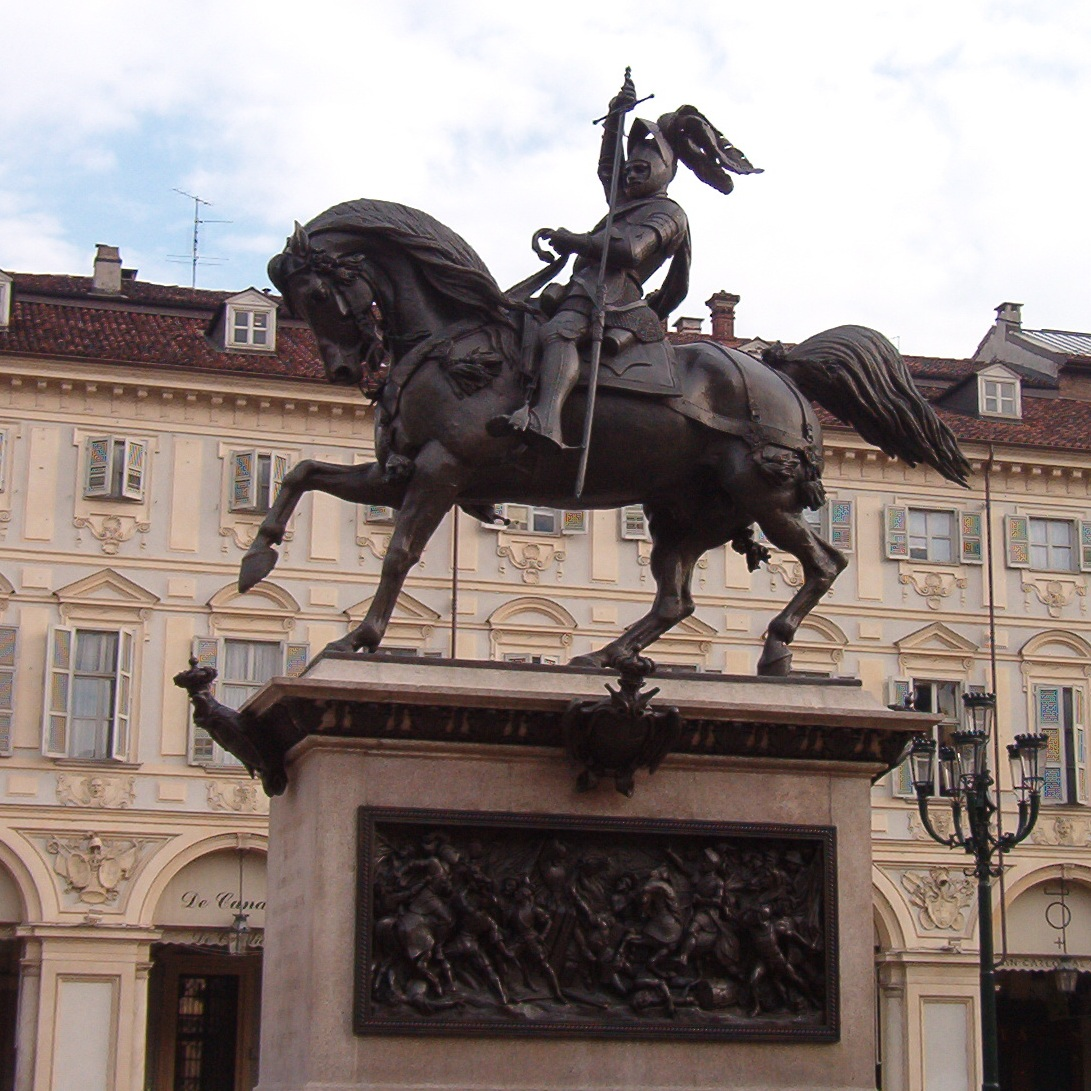
Monument à Emmanuel Philibert, duc de Savoie (1838), Turin, Piazza San Carlo.
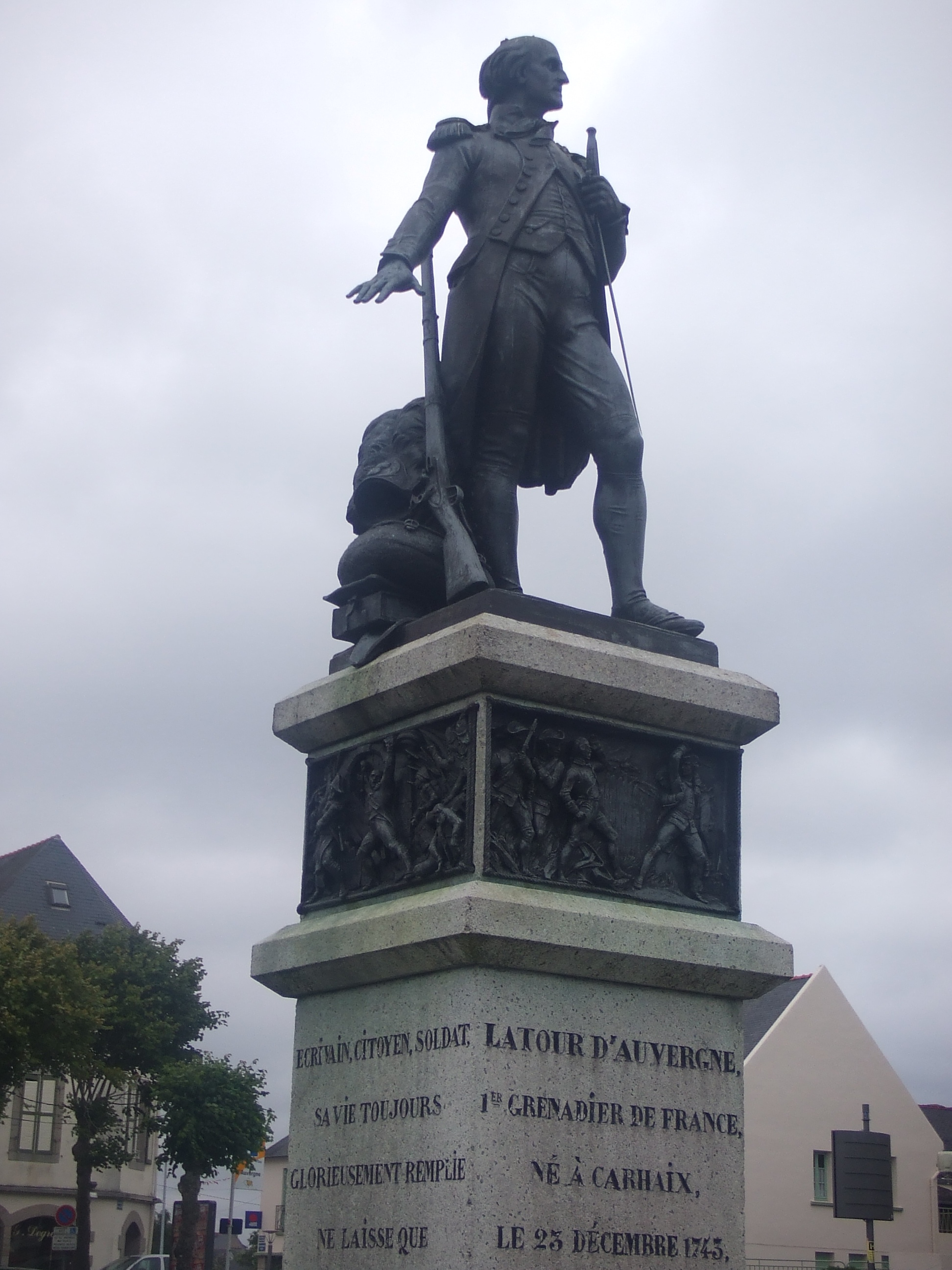
Monument à la Tour d'Auvergne (1841) à Carhaix-Plouguer[7].
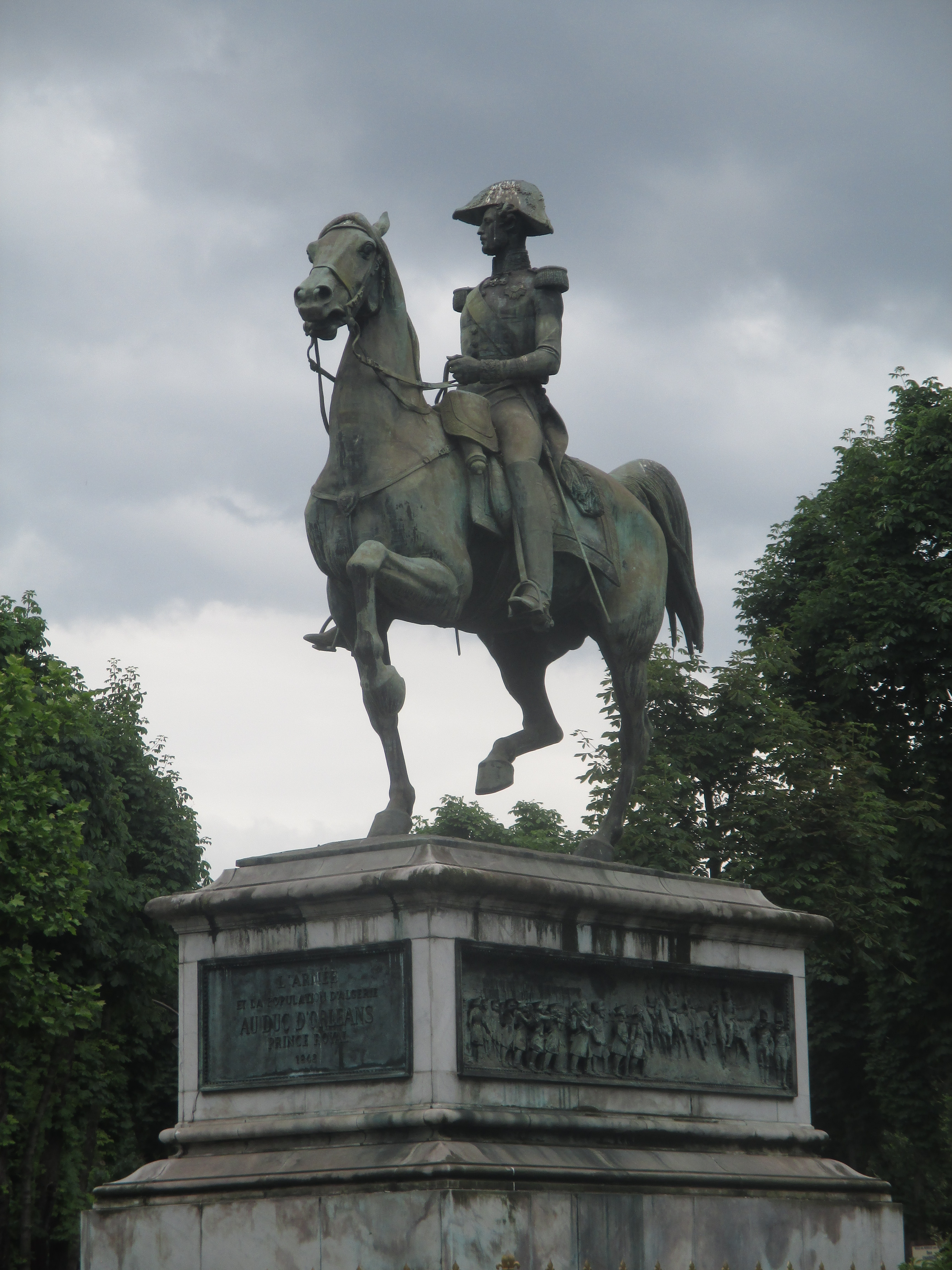
Monument au duc d'Orléans (1844), Neuilly-sur-Seine.
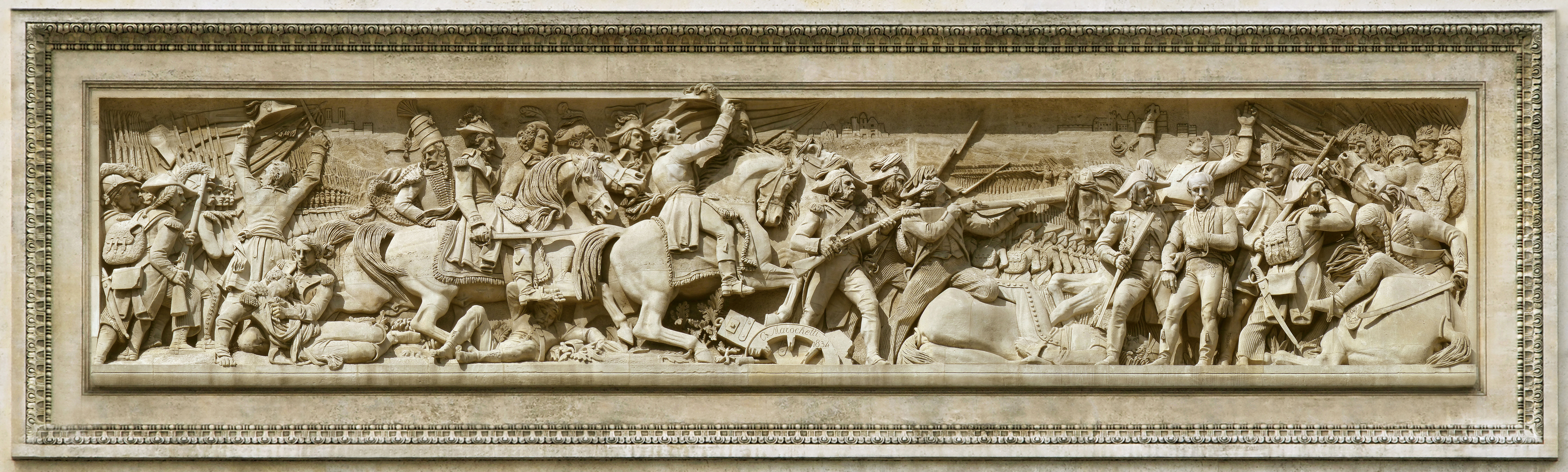
Bas-relief de la Bataille de Jemmapes de l'Arc de triomphe de l'Étoile à Paris (1845).
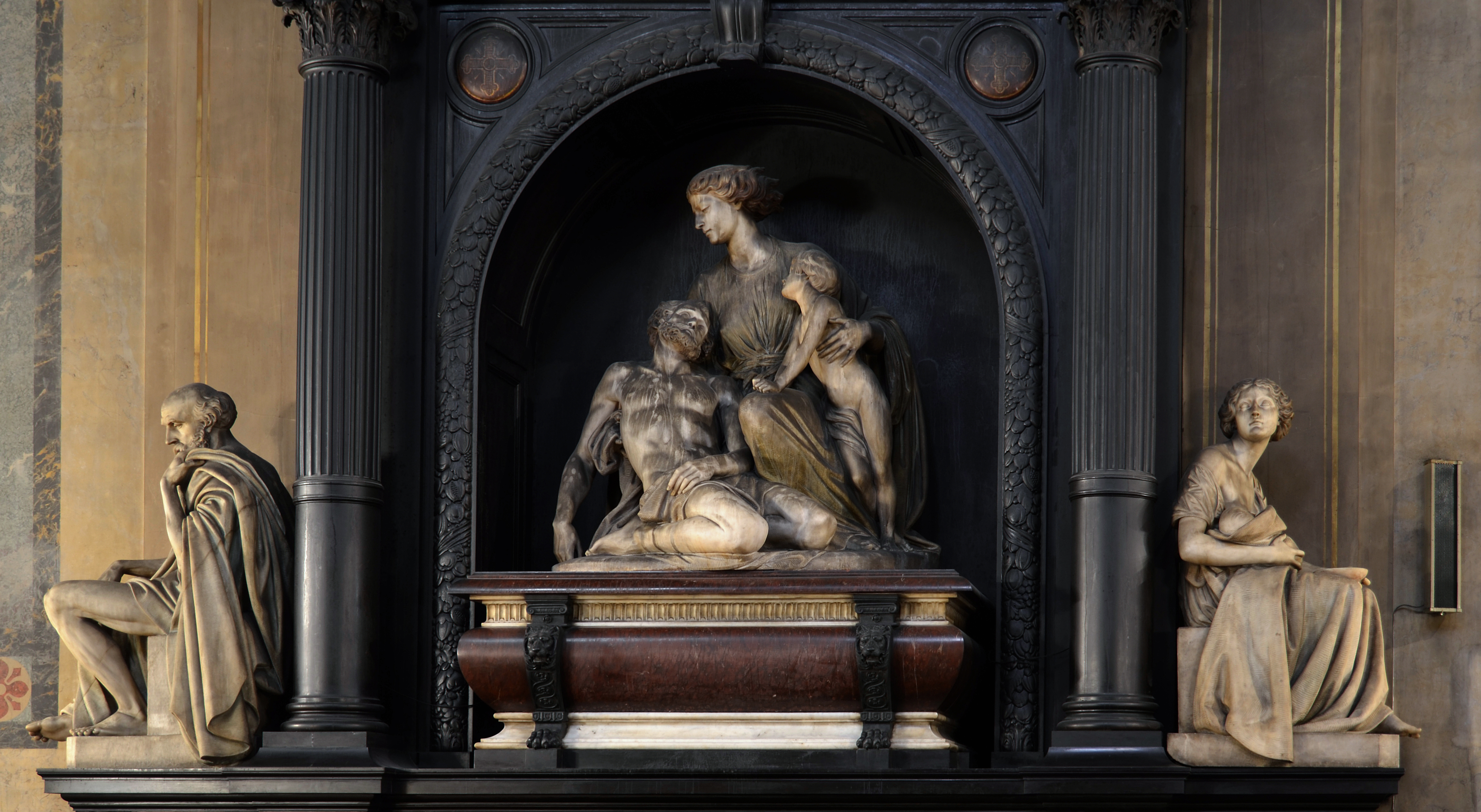
Monument à Eliza Roy, comtesse de Lariboisière (1853), Paris, chapelle de l'hôpital Lariboisière.
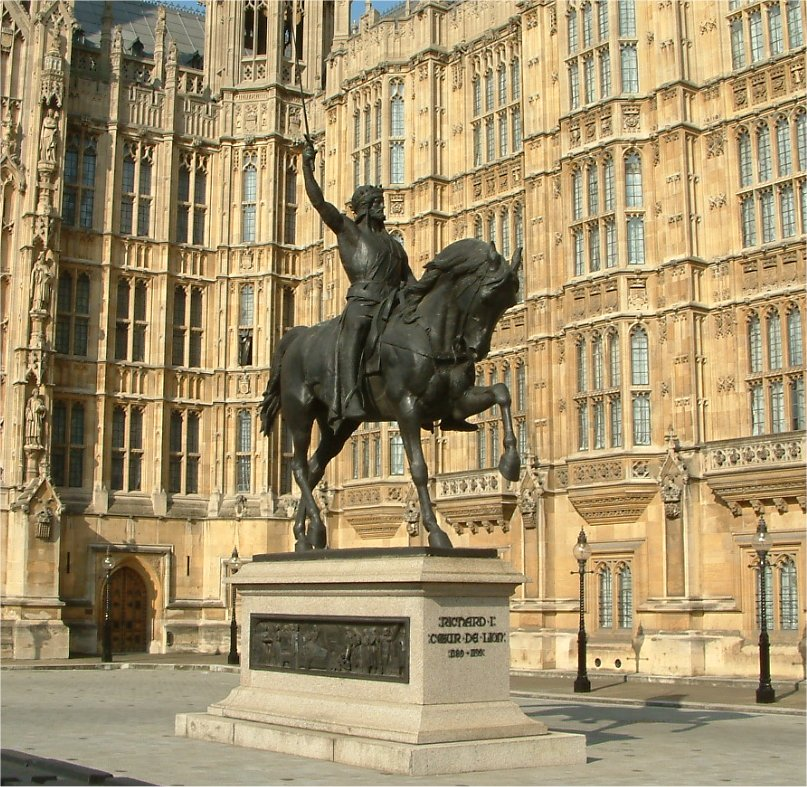
Richard Cœur de Lion (1860), devant le Palais de Westminster à Londres.
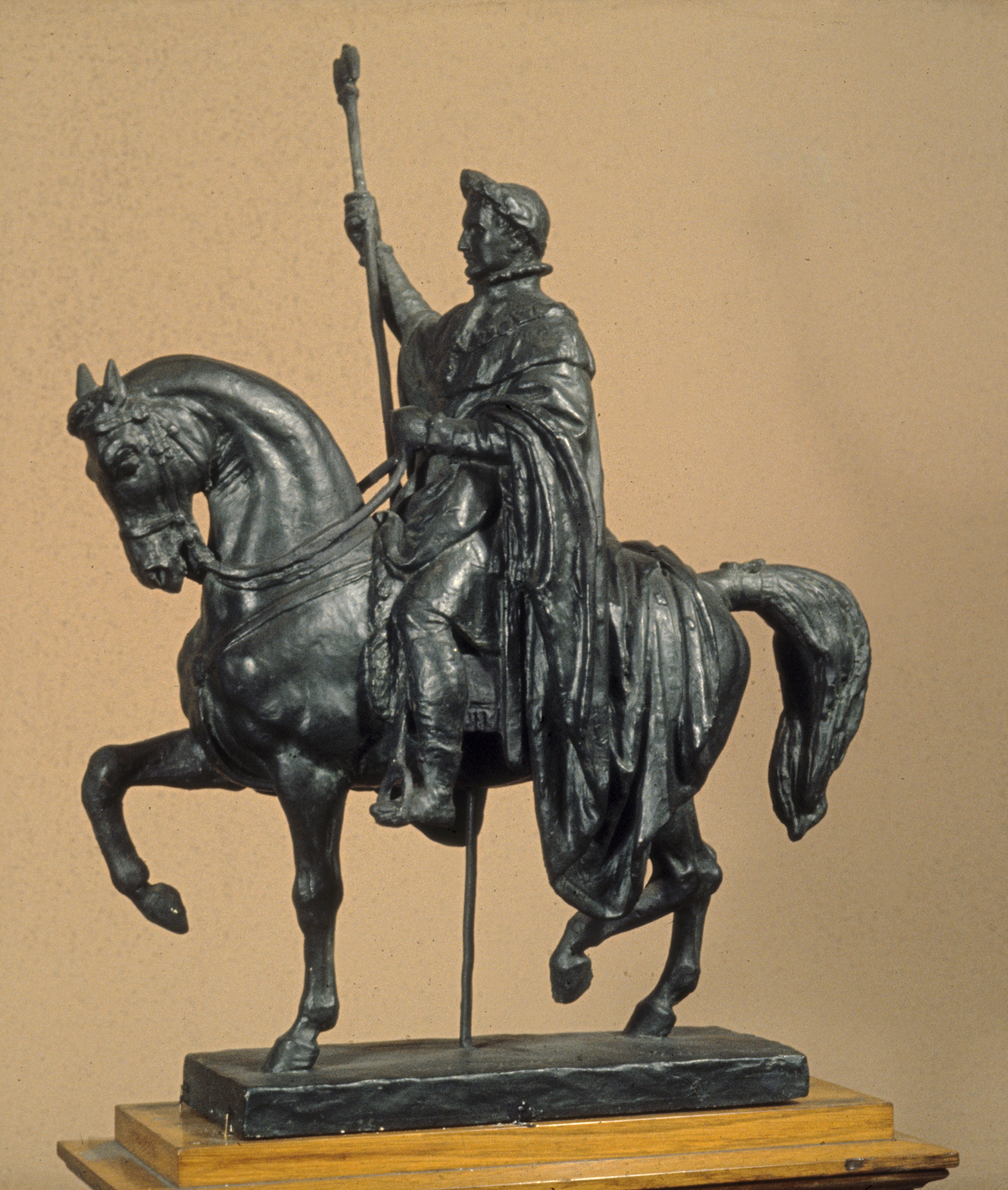
Maquette pour un projet de Monument à Napoléon Ier, Baltimore, Walters Art Museum.
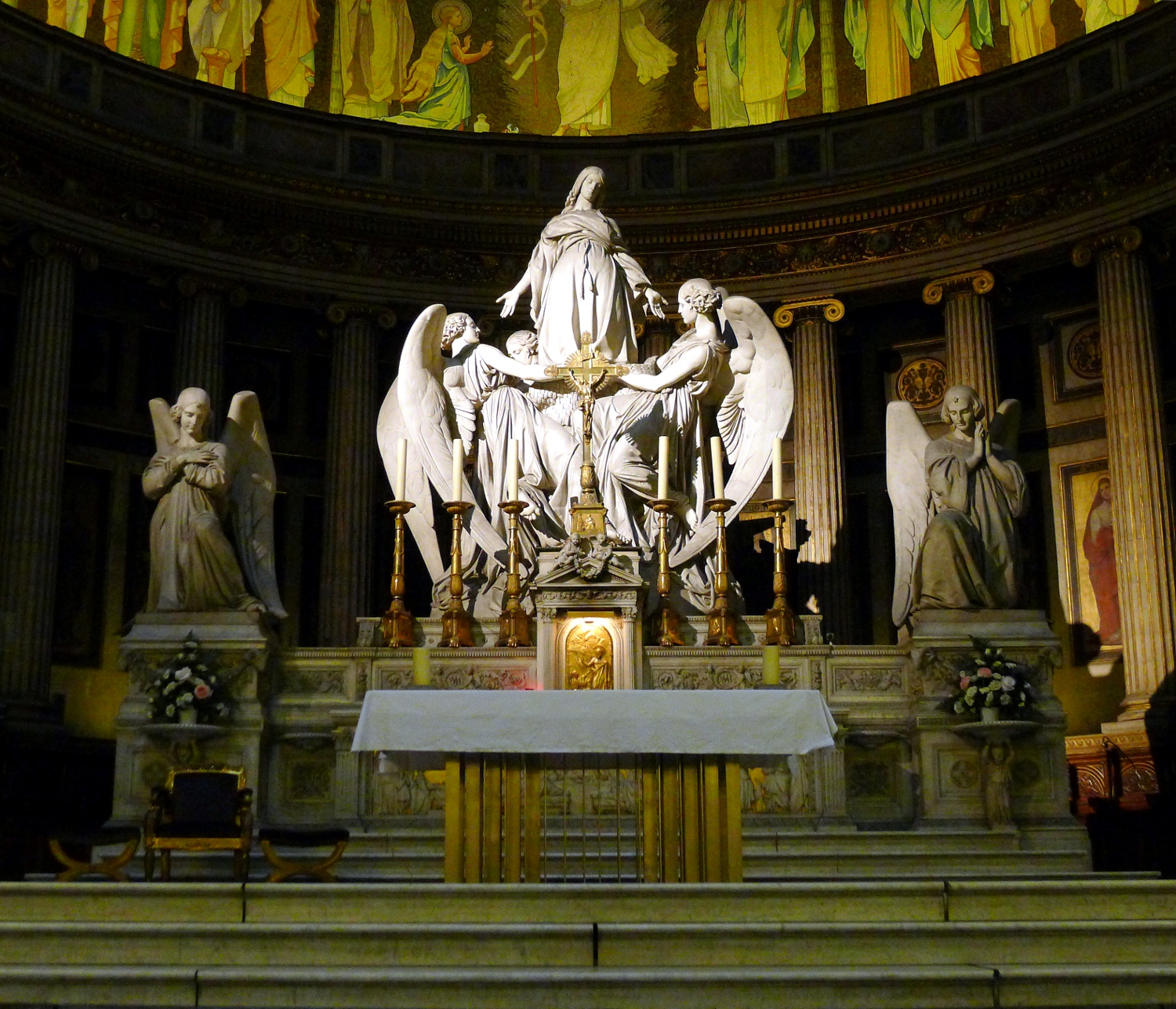
Le ravissement de Sainte Marie-Madeleine - Église de la Madeleine (autel) - Paris VIII.
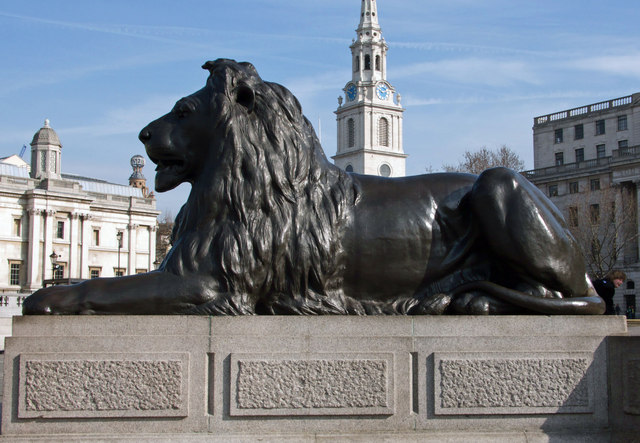
Un des quatre lions du piédestal de la Colonne Nelson (1867) avec Edwin Landseer Trafalgar Square, Londres